# Stichting Proefdiervrij
Stichting AVS Proefdiervrij  is een Nederlandse stichting die zich inzet voor het overbodig maken van het gebruik van proefdieren bij wetenschappelijk onderzoek. Daarmee zijn zij de enige organisatie in Nederland die zich volledig richt op het voorkomen en vervangen van proefdieren in wetenschappelijk onderzoek.
Sinds 2010 legt de stichting de nadruk op het stimuleren en invoeren van proefdiervrije onderzoeksmethoden.

## Missie en visie
Proefdiervrij gelooft in een wereld zonder proefdieren. Ze is ervan overtuigd dat proefdieren op een dag overbodig zullen worden door de ontwikkeling en implementatie van proefdiervrij onderzoek.  
Om dit te bereiken stimuleert en financiert ze proefdiervrij onderzoek. Volgens de organisatie leveren deze methodes beter vertaalbare resultaten voor mensen op. Hierdoor vindt Proefdiervrij dit ethisch gezien niet alleen beter voor het dier, maar ook voor de mens.

## Geschiedenis
Proefdiervrij kent verschillende voorlopers. In 1897 werd de Nederlandschen Bond tot Bestrijding der Vivisectie (NBBV) opgericht door een groep mensen die opkwamen voor de belangen van proefdieren. De bond werkte vooral met artsen en publiceerde artikelen over de medische wereld en dierproeven.
Nadat er in 1929 onenigheid binnen het bestuur over de werkwijze ontstond, verliet de Haagse huisarts Pieter Pijl de NBBV en richtte in 1931 de Anti Vivisectie Stichting op (AVS). Dit deed hij omdat hij niet alleen met ethische argumenten dierproeven wilde bestrijden, maar ook met wetenschappelijke argumenten.
Gedurende de jaren 1980 werden enkele kleinere organisaties aan de NBBV toegevoegd en in 1994 veranderde de naam van de NBBV in ‘Vereniging Proefdiervrij’. In het jaar 2000 besloten de Vereniging Proefdiervrij en de Anti Vivisectie Stichting te fuseren en in 2010 werd de organisatie een stichting. Vanaf toen heette ze officieel 'Stichting AVS Proefdiervrij'. 

## Verandering in strategie
Gedurende het bestaan van de stichting, heeft zij deelgenomen aan veel demonstraties en protesten. De stichting ging de straat op om te protesteren tegen onder andere proefdierenonderzoek ten behoeve van cosmetica of sigaretten. Deze protesten trokken de nodige aandacht, maar op den duur groeide de overtuiging dat demonstraties weinig betekenden voor het vermindering van het proefdiergebruik op lange termijn. In 2010 besloot Proefdiervrij daarom hun strategie over een andere boeg te gooien. In plaats van demonstreren tegen dierproeven, ging de stichting zich inzetten voor onderzoek dat dierproeven overbodig maakt.

## Werkzaamheden
Proefdiervrij werkt op verschillende manieren aan het bereiken van een proefdiervrije wereld:

### Financieren van proefdiervrij onderzoek
Proefdiervrij gelooft dat dierproeven pas echt overbodig worden, als er alternatieve testmethoden ontwikkeld worden. Daarom financiert Proefdiervrij wetenschappers die onderzoek zonder dierproeven doen. Hiervoor hebben zij in 2009 het Fonds Proefdiervrij Onderzoek  in het leven geroepen. Het Fonds Proefdiervrij Onderzoek wordt mogelijk gemaakt dankzij de steun van donateurs van de stichting, die worden geworven dankzij verschillende fondsenwervende activiteiten zowel online als offline. 
Daarnaast werkt Proefdiervrij ook samen met de politiek en met gezondheidsfondsen. Door te lobbyen bij de politiek, willen zij ervoor zorgen dat de overheid meer geld in proefdiervrij wetenschappelijk onderzoek investeert. En door haar krachten te bundelen met gezondheidsfondsen, wil Proefdiervrij de ontwikkeling van onderzoeksmethoden, die proefdieren overbodig maken én mensen gezonder maken, stimuleren. 

### Voorlichtingen en colleges
Met publieke campagnes online en offline, creëert Proefdiervrij een beweging van mensen die hetzelfde doel nastreven: een betere wereld voor mens én dier. Daarnaast geeft Proefdiervrij ook colleges op universiteiten door heel Nederland, om studenten die (mogelijk) later met proefdieren gaan werken, te informeren over proefdiervrije mogelijkheden. 

### Implementeren van proefdiervrije onderzoeksmodellen
Sinds 2021 organiseert Proefdiervrij jaarlijks de Proefdiervrij Venture Challenge, een programma waarin zij deelnemende teams begeleidt bij het omzetten van een wetenschappelijke doorbraak tot een ondernemingsplan. Het doel is dat proefdiervrije modellen zo de stap kunnen maken van ontwikkeling naar daadwerkelijke toepassing. 

### Transitie Proefdiervrije Innovatie binnen Nederland
Om Nederland voorloper te maken in het gebied van proefdiervrije innovatie, startte de Nederlandse Overheid in 2017 het programma Transitie Proefdiervrije Innovatie (TPI). Proefdiervrij is sinds de start van het traject aangesloten, waardoor zij onder andere meebeslissen over de strategische keuzes die gemaakt worden. 
Samen met 10 partners binnen de politiek, de wetenschap en gezondheidsfondsen, werkt Proefdiervrij in dit traject aan het proefdiervrij maken van wetenschappelijk onderzoek. Hierdoor worden niet alleen proefdieren vertegenwoordigd, maar ook de gezondheid van de mens. 

## Alternatieven voor dierproeven
Proefdiervrij financiert wetenschappelijke onderzoeken die gebruik maken van verschillende technieken die dierproeven overbodig gaan maken:

### Organoids
Een organoid is een soort mini-orgaan in een petrischaaltje, dat bestaat uit een complex geheel van menselijke cellen. Deze cellen worden gekweekt doordat er materiaal wordt afgenomen van bijvoorbeeld de huid, bloed of speeksel van een patiënt. De gekweekte cellen bevatten daarom alle genetische eigenschappen van de patiënt en bootsen alle lichaamsfuncties van het orgaan dat onderzocht wordt na. 

### Organen-op-chips
Een orgaan-op-een-chip is als het ware een plastic plaatje dat menselijke cellen bevat. Deze cellen bootsen, net als bij een organoid, op een realistische wijze de werking van een menselijk orgaan na. Anders dan bij een organoid, kan een orgaan-op-een-chip een bloedstroom of een luchtstroom hebben. Daarnaast kunnen er op één chip meerdere organen gekweekt worden.

### Restweefsel
Bij een medische of cosmetica ingreep blijft er vaak weefsel over, van bijvoorbeeld de buik of de huid. Omdat dit weefsel nog leeft (vitaal weefsel), kan het weefsel gebruikt worden in medicijnonderzoek. Doordat wetenschappers de medicijnen direct op het menselijk weefsel kunnen testen, maakt dit mogelijk veel proefdieren overbodig. 

### Plastinatie
Plastinatie is een techniek waarbij een overleden dier wordt ingespoten met siliconen, waardoor het goed geconserveerd wordt. Proefdiervrij werkt samen met de Universiteit Utrecht aan het Dierdonorcodicil: een initiatief dat huisdiereigenaren toestaat hun overleden huisdier te doneren aan de wetenschap. De overleden huisdieren worden geplastineerd en vervangen op deze manier proefdieren in onder andere de opleiding diergeneeskunde.

### 3D-printing
Door menselijke cellen te gebruiken in plaats van inkt, kunnen er met behulp van een 3D-printer onder andere menselijke organen gekweekt worden. Deze geprinte organen kunnen vervolgens gebruikt worden in het doen van medicijnonderzoek en bij het oefenen van operaties, en zo proefdieren overbodig maken.

### Computersimulatie
Door de data van menselijke patiënten te gebruiken, kan een computermodel ontwikkeld worden dat uitgaat van de mens. Met deze computermodellen kunnen onder andere de effecten van medicijnen in het menselijk lichaam op een veilige – en proefdiervrije – manier worden gesimuleerd. 

## Activiteiten en campagnes
- In 2003 werd, mede dankzij de inzet van Proefdiervrij, het verboden om in Nederland onderzoek te doen op mensapen, zoals chimpansees. Nederland was het laatste land in Europa waarin nog proeven op mensapen plaatsvonden.
- In 2009 werd het Fonds Proefdiervrij Onderzoek in het leven geroepen, waarmee de stichting de ontwikkeling van proefdiervrije onderzoeksmethoden kan financieren.[4]
- In 2010 lanceerde Proefdiervrij het Dierdonorcodicil, waarmee huisdiereigenaren hun overleden huisdier kunnen doneren aan het onderwijs. Hierdoor hoeven studenten diergeneeskunde hun anatomische vaardigheden niet meer te oefenen op proefdieren die hiervoor speciaal gefokt en gedood zijn. [15]
- In 2013 werd bekendgemaakt dat er in Europa voortaan geen dierproeven meer gedaan mogen worden voor het ontwikkelen en het testen van cosmeticaproducten.[19]
- In 2018 is Proefdiervrij voor het eerst gaan samenwerken met een goed doel gericht op de gezondheid van de mens, namelijk de Nederlandse Brandwonden Stichting.[20][21]
- In 2022 heeft Proefdiervrij al ruim 75 wetenschappelijke onderzoeken gefinancierd met ruim 7.6 miljoen euro.[22]
- In 2022 nam Proefdiervrij deel aan een Europees burgerinitiatief, waarmee zij wilde voorkomen dat bepaalde cosmetica-ingrediënten toch weer op proefdieren getest mochten worden. Samen met andere dierenwelzijnsorganisaties en cosmeticamerken heeft Proefdiervrij in Europa meer dan 1 miljoen handtekeningen verzameld. [23]